# Juan Montedónico Nápoli
Juan Montedónico Nápoli (Valparaíso, 10 de enero de 1910-Viña del Mar, 13 de agosto de 1968) fue un profesor y político chileno.

## Primeros años de vida
Era hijo de Alberto Montedónico y de Fortunata Nápoli. Realizó sus estudios en Colegio Patrocinio San José, donde se educó junto a sus seis hermanos. Luego de finalizar su etapa escolar, cursó Leyes en la Universidad de Chile y posteriormente ingresó al Instituto Pedagógico de la de la misma Universidad donde se tituló de Profesor de Estado de Historia, Geografía y Educación Cívica a los 21 años de edad. La tesis se tituló "Espíritu de las universidades coloniales".
Contrajo matrimonio con Lila Quiroz Ravanal y tuvieron tres hijos.

## Vida pública
Juan Montedónico fue también un conocido profesor en Valparaíso. Realizó clases en el Liceo Eduardo de la Barra, en el Instituto Pedagógico (actual UPLA), y en la Universidad Católica de Valparaíso.Fue director de la Scuola Italiana.
Se desempeñó como Alcalde de Valparaíso entre 1965-1966. En su breve periodo tuvo que hacer frente al déficit habitacional provocado por el terremoto de 1965, lanzando la llamada "operación mediagua" para asegurar viviendas para los afectados por el sismo.
Posteriormente fue electo diputado por la sexta agrupación departamental de Valparaíso y Quillota en el período 1965 a 1969, en reemplazo del fallecido Carlos Muñoz Horz (PR), venciendo en la elección complementaria realizada el 6 de marzo de 1966. Sin embargo Montedónico falleció el 13 de agosto de 1968, sin completar su periodo; dado que faltaba menos de un año para la siguiente elección parlamentaria, no se realizó una elección extraordinaria y su escaño permaneció vacante. En las elecciones parlamentarias de 1969 su escaño fue ocupado por el socialista Antonio Tavolari Vásquez, quien había obtenido la segunda mayoría de la elección complementaria de 1966.

## Reconocimientos
La Población Montedónico de Playa Ancha lleva dicho nombre en su honor.